# 艾克特·吉瑪

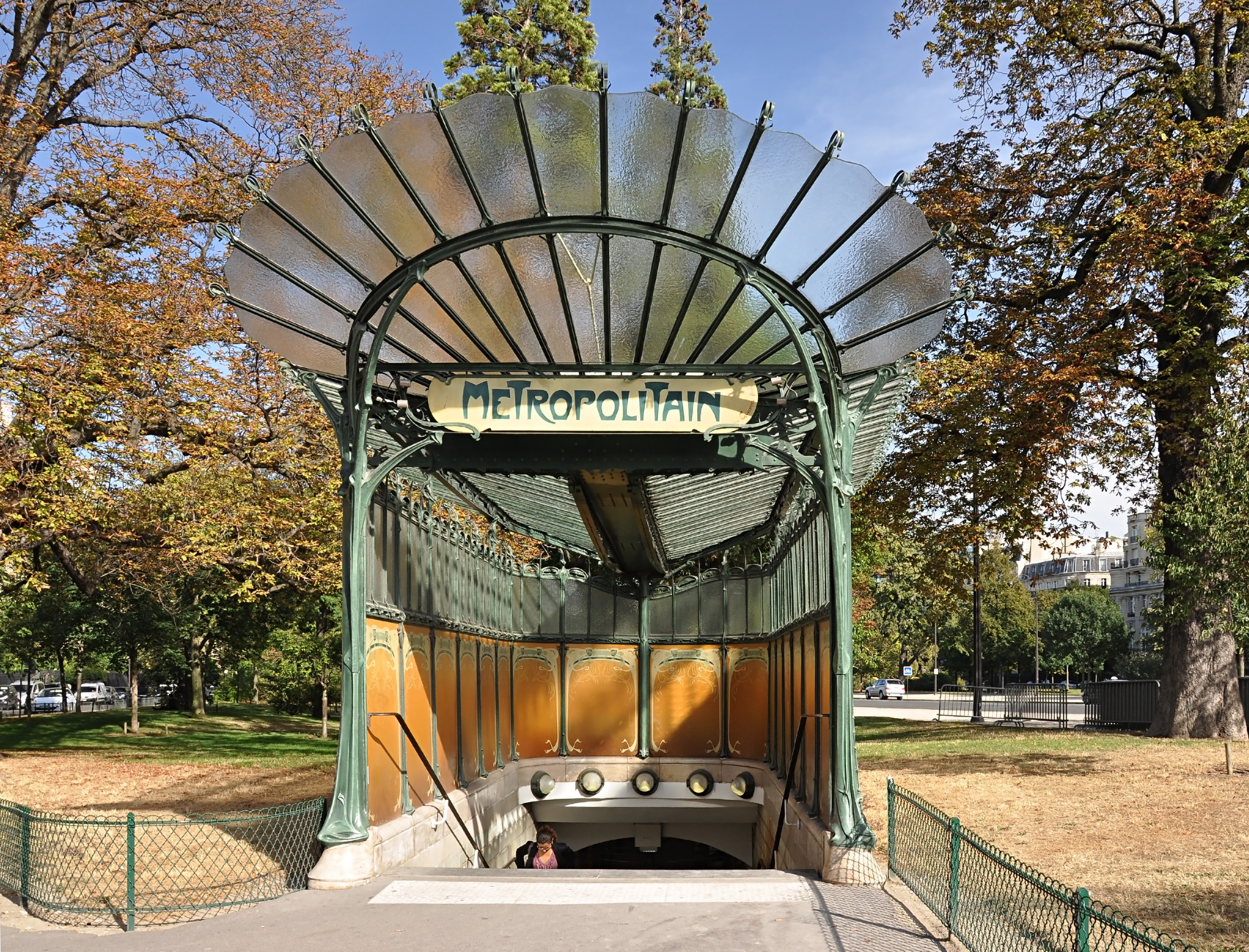
巴黎地下鐵車站的出入口

艾克特·吉瑪（法語：Hector Guimard，法語發音：[ɛktɔʁ ɡimaʁ]；1867年3月10日—1942年5月20日）是法國里昂出身的建築師，新藝術的代表者之一。較知名的作品是巴黎地下鐵車站的出入口。

## 台北捷運
巴黎將地下鐵車站的出入口致贈蒙特利尔、墨西哥市、芝加哥、里斯本、莫斯科等都市，2008年也表示致贈台北市，但是，被郝龍斌主政的台北市政府捷運局拒絕。。

## 作品

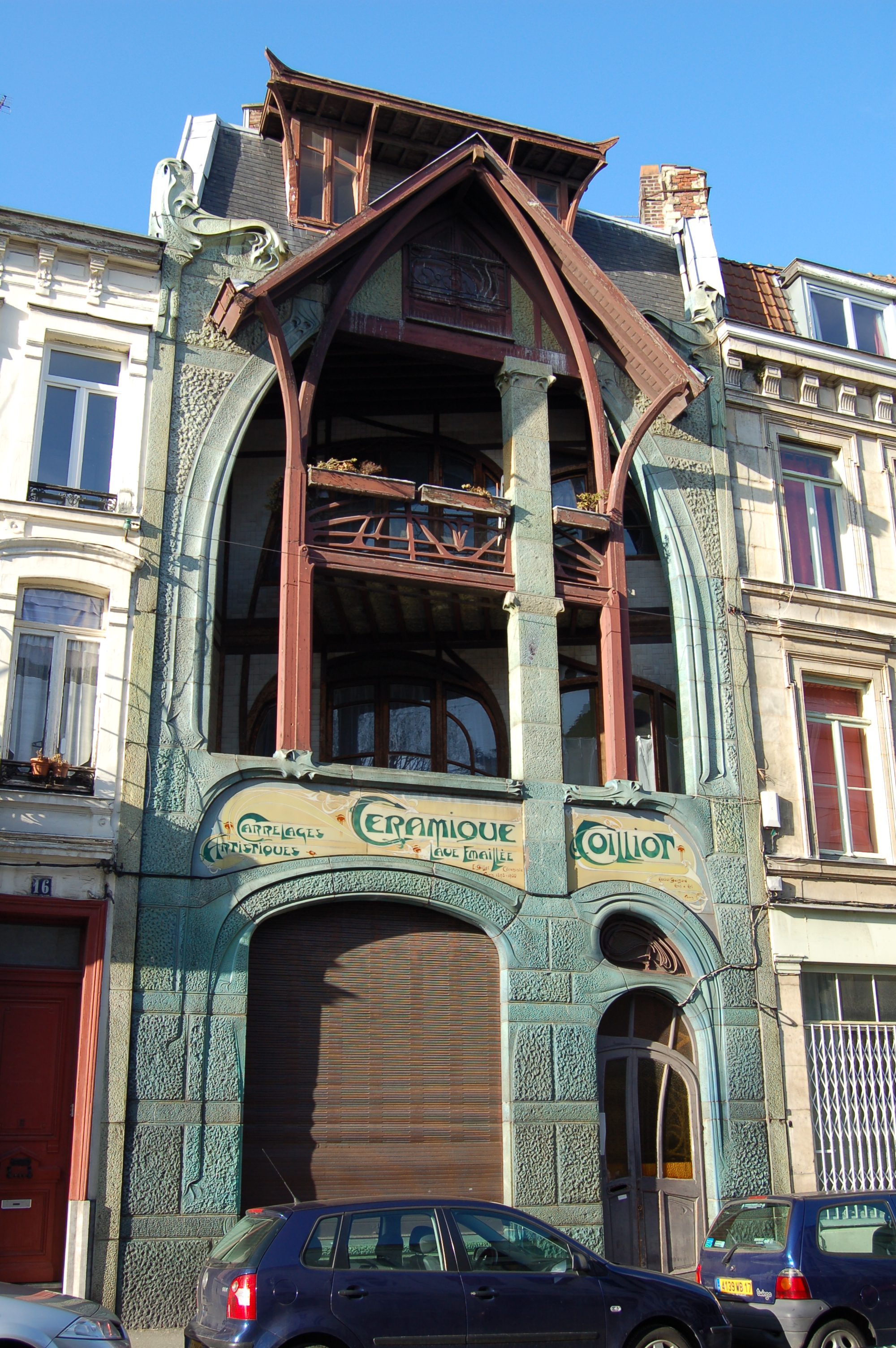
Maison Coilliot，里爾，1900年
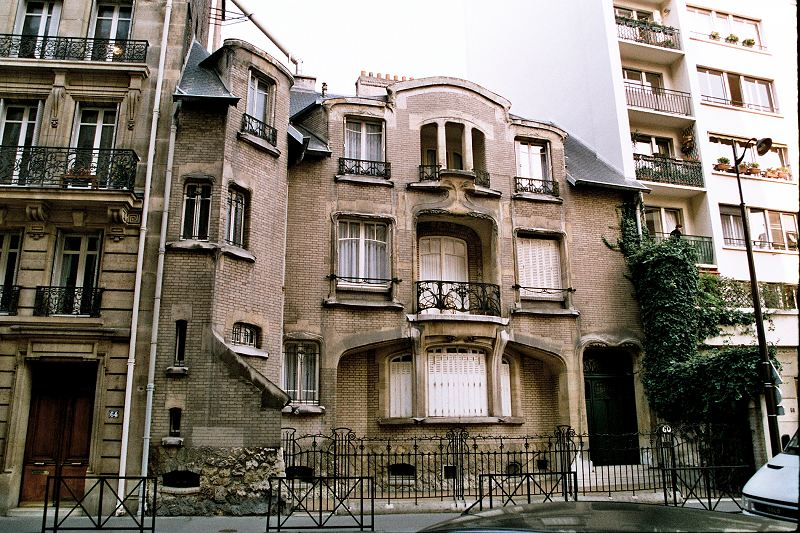
Hôtel Mezzara，巴黎，1910年
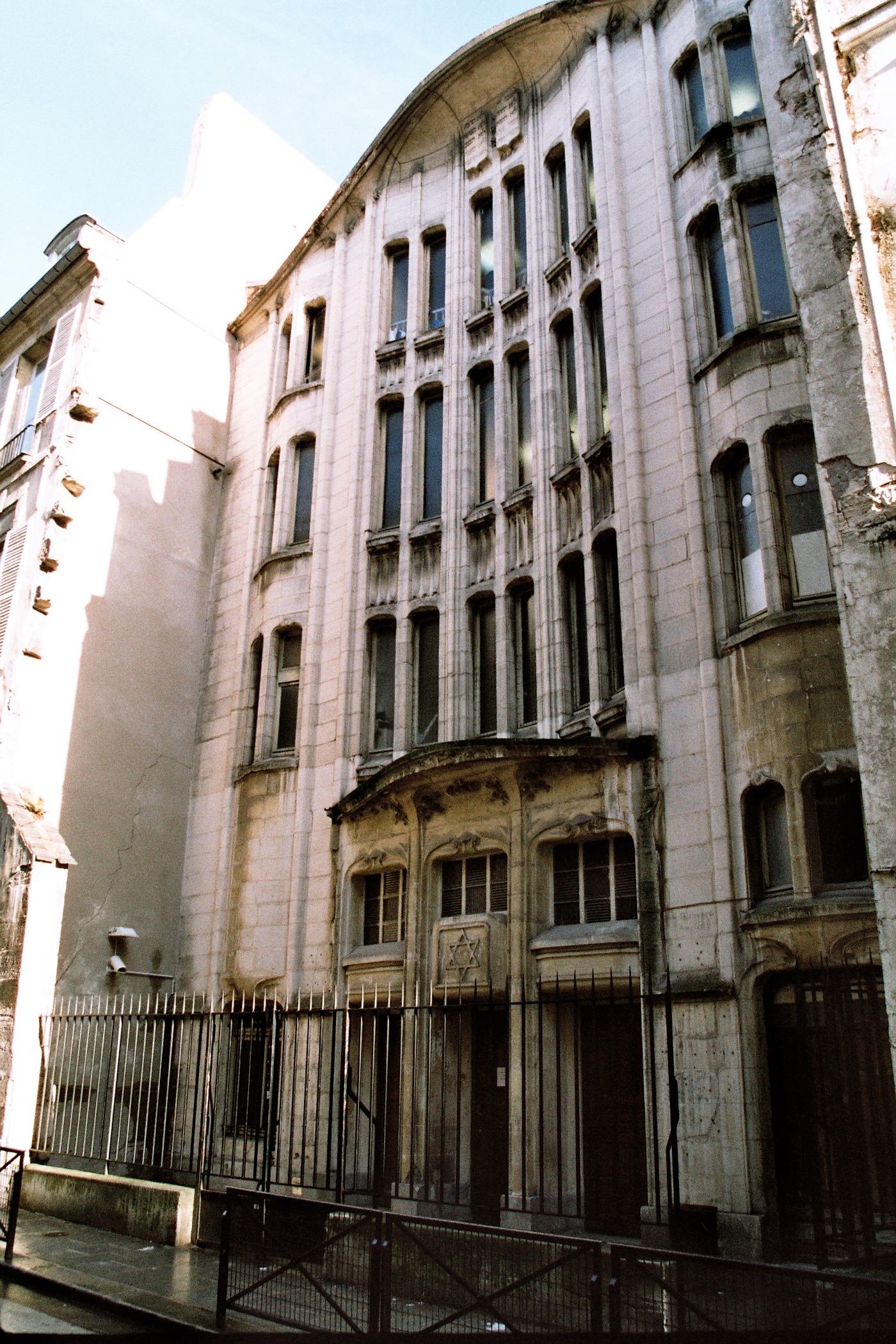
Synagogue de la rue Pavée，巴黎，1913年
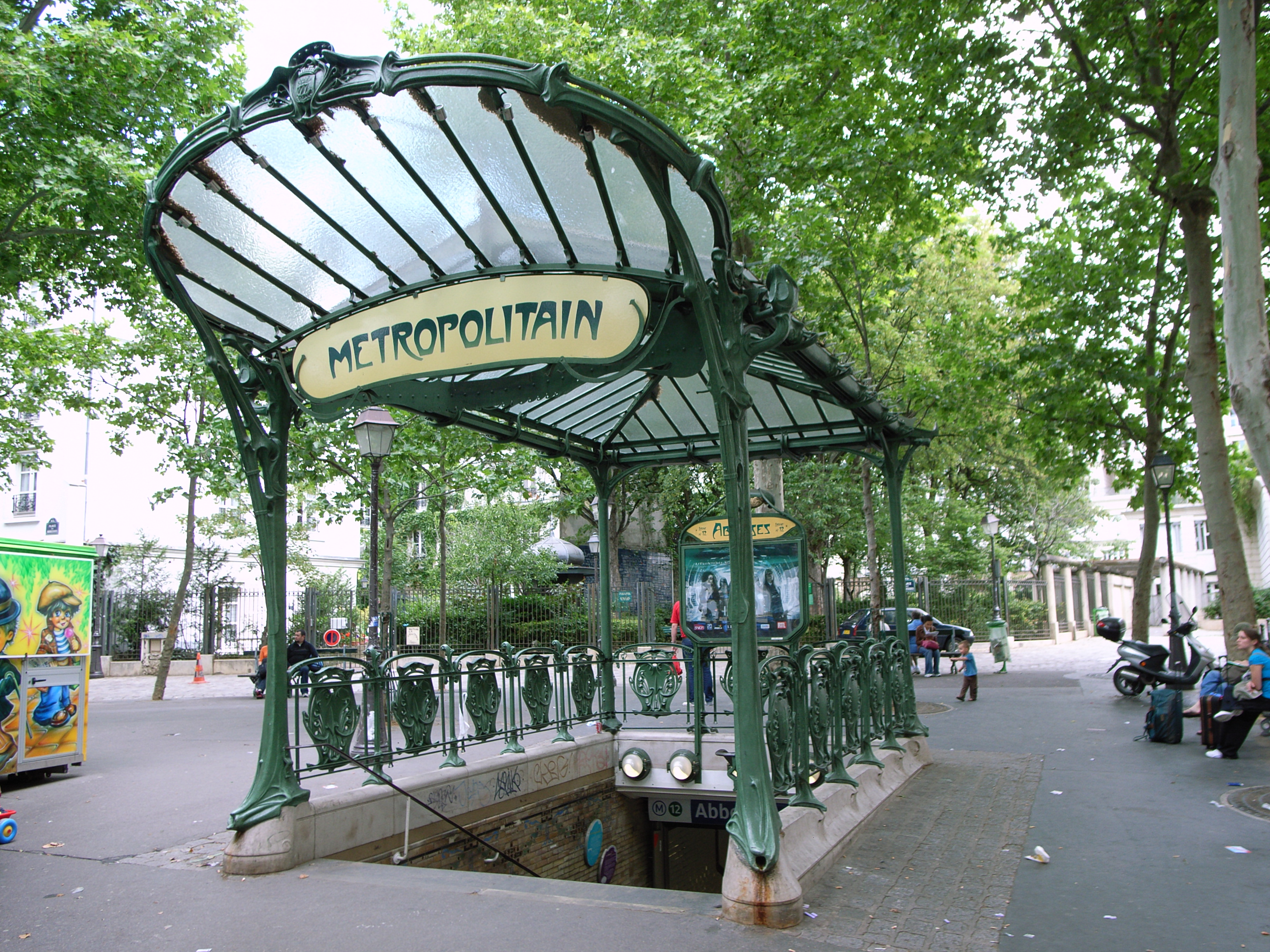
巴黎地下鐵車站的出入口

## 脚注
1. ↑  .   [2015-06-08]. （原始内容存档于2021-01-25）.

## 外部連結
- LE CERCLE GUIMARD （页面存档备份，存于）
- lartnouveau.com （页面存档备份，存于）